# Oschane-Gletscher
Der Oschane-Gletscher (bulgarisch ледник Ошане lednik Oschane) ist ein 3 km langer und 2,5 km breiter Gletscher auf der Brabant-Insel im Palmer-Archipel westlich der Antarktischen Halbinsel. Er fließt südlich des Dodelen-Gletschers, westlich des Lister-Gletschers und nördlich des Raliza-Gletschers von den Westhängen des Cushing Peak in den Stribog Mountains in westlicher Richtung zur Guyou-Bucht.
Britische Wissenschaftler kartierten ihn 1980 und 2008. Die bulgarische Kommission für Antarktische Geographische Namen benannte ihn 2015 nach der Ortschaft Oschane im Nordwesten Bulgariens.